# Movimiento por la Paz con Justicia y Dignidad

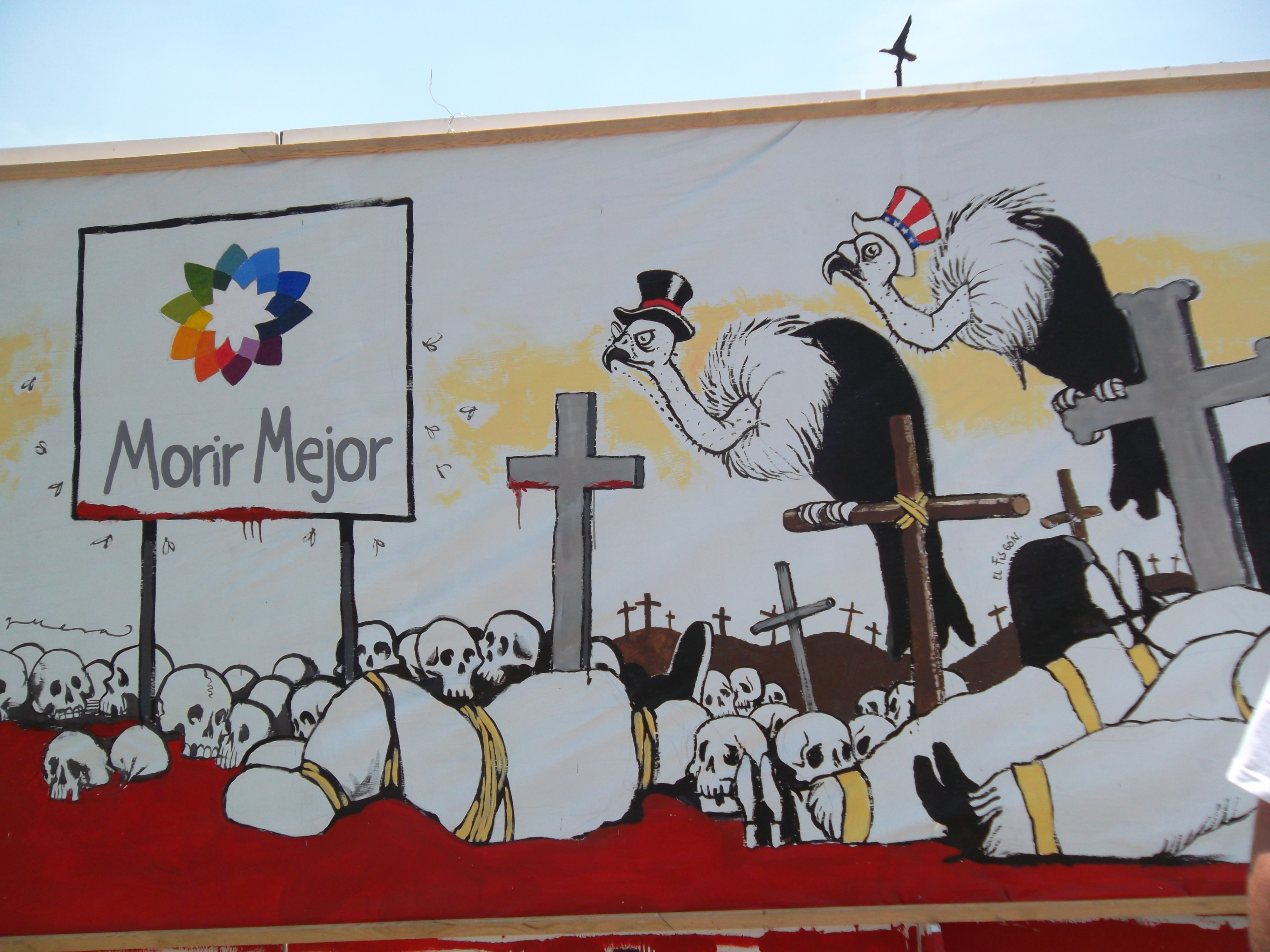
Algunos sectores de la sociedad mexicana han mostrado desacuerdo con la estrategia antinarco del gobierno mexicano, iniciada en 2006. En la imagen, la frase Morir Mejor es una sátira sobre el eslogan de la gestión de Felipe Calderón.

El Movimiento por La Paz con Justicia y Dignidad fue una respuesta de la sociedad civil de México a la violencia que se vivió en ese país como consecuencia de la guerra contra el narcotráfico. El movimiento surgió después del 26 de abril de 2011, cuando el poeta Javier Sicilia—cuyo hijo Juan Francisco fue asesinado por personas vinculadas a la delincuencia organizada— llamó a los mexicanos a manifestarse contra la violencia, tanto la que producen los grupos criminales como contra la de los cuerpos de seguridad del Estado mexicano. 
En su inicio, el movimiento comenzó como una Marcha por la Paz con Justicia y Dignidad que salió de Cuernavaca (Morelos) el 5 de mayo de 2011 y arribó al Zócalo la Ciudad de México el 8 de mayo del mismo año, con el propósito de manifestar los agravios que la violencia ha generado en la sociedad mexicana. La movilización recibió la adhesión de varias organizaciones de derechos humanos y ciudadanos independientes de todo el país. Al terminar la marcha se anunció la construcción de un pacto nacional contra la inseguridad, que se firmó el 10 de junio en Juárez (Chihuahua), como conclusión de una nueva movilización a la que se llamó Marcha del Consuelo. 
El movimiento pidió al gobierno mexicano que accediera a dialogar abiertamente sobre la estrategia de combate a la delincuencia organizada que, desde el punto de vista de Sicilia y otros miembros del movimiento, está equivocada. El gobierno accedió a esa petición, de modo que el 23 de junio de 2011 se celebró el Diálogo por la Paz en el castillo de Chapultepec. 
El movimiento liderado por Javier Sicilia pudo haber tenido un papel en el rechazo en 2011 de la reforma a la Ley de Seguridad Nacional, la cual hubiera concedido mayores atribuciones relacionadas con la seguridad pública a las Fuerzas Armadas de México.

## Exigencias al gobierno mexicano
El movimiento realizó cinco exigencias para el gobierno mexicano:
1. Esclarecer asesinatos y desapariciones y nombrar a las víctimas
2. Poner fin a la estrategia de guerra y asumir un enfoque de seguridad ciudadana
3. Combatir la corrupción y la impunidad
4. Combatir la raíz económica y las ganancias del crimen
5. Atención de emergencia a la juventud y acciones efectivas de recuperación del tejido social

## Marcha por la Paz

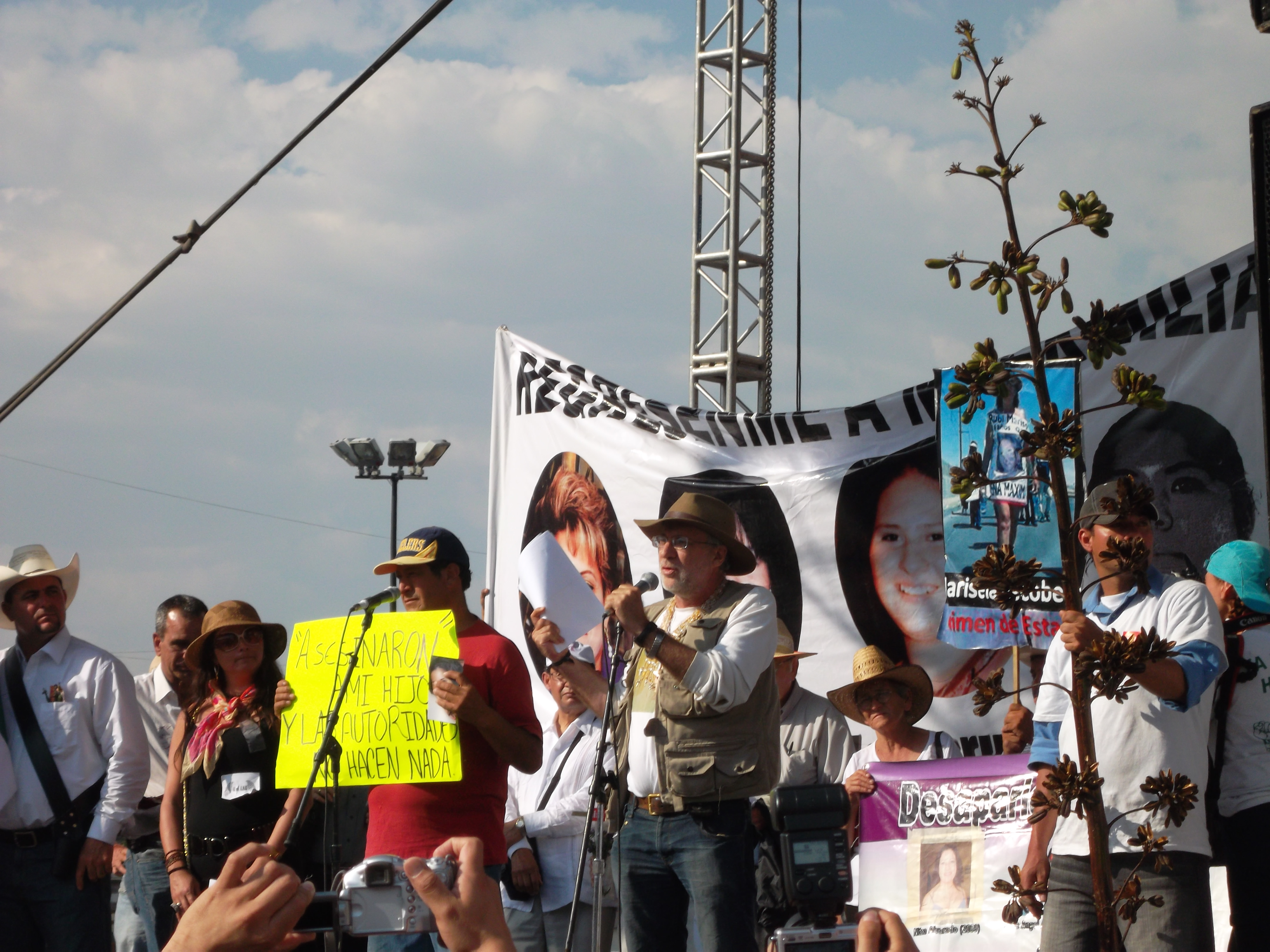
Javier Sicilia lee su discurso al final de la Marcha por la Paz en el Zócalo de la Ciudad de México.

El 28 de marzo de 2011 la Procuraduría General de Justicia de Morelos confirmó el hallazgo de siete cuerpos sin vida  en Temixco; entre los asesinados se encontraba Juan Francisco Sicilia Ortega, hijo del poeta y periodista Javier Sicilia. Sicilia anunció su retiro de la poesía el 2 de abril, y el 26 de abril convocó a una marcha nacional para exigir un cese a la violencia que se vive en México. El 5 de mayo de 2011, un grupo de adherentes al llamado de Sicilia inició su caminata hacia la Ciudad de México partiendo de la fuente de la Paloma de la Paz en Cuernavaca, como un acto simbólico el agua de ese surtidor fue teñida de rojo. Al iniciar la marcha, Sicilia enfatizó que la manifestación no tenía como propósito derribar gobiernos, sino que era una exigencia para que se hiciera justicia a las víctimas de asesinatos, secuestros y desapariciones forzadas, amén de un cambio en la estrategia antinarco y el cumplimiento de la justicia para todos quienes han sido víctimas de la violencia.
La caminata pernoctó el 5 de mayo en Coajomulco, una localidad del municipio de Huitzilac (Morelos) y prosiguió su camino hacia el Distrito Federal al día siguiente. La siguiente estación fue San Miguel Topilejo, en la delegación Tlalpan (D. F.), donde Sicilia enfatizó el valor del silencio como un medio para manifestar la inconformidad. La caminata llegó a la Ciudad Universitaria el 7 de mayo, donde acamparon esa noche. En solidaridad a la caminata, se realizaron manifestaciones en algunas ciudades dentro y fuera de México, como Zacatecas, Acapulco, Morelia, Juárez y San Cristóbal de las Casas. En este último lugar, el Subcomandante Marcos del Ejército Zapatista de Liberación Nacional (EZLN) emitió un comunicado donde esta organización se sumó a la lucha por el cese a la violencia en el país.
También desde el extranjero se manifestó el apoyo al Movimiento encabezado por Sicilia, realizándose marchas en diversas ciudades del mundo como Paris,  Montreal, Toronto, Japón, Buenos Aires, Río de Janeiro, Barcelona, Madrid, Londres y muchas más. Dichas ciudades conformaron la Red Global por la Paz en México (RGPM) que buscaba, además de apoyar al MPJD, evidenciar ante la comunidad internacional la situación de violencia e impunidad en México.